# Clipi
El clipi és una de les esclerites que forma part del rostre d'un artròpode. En els insectes el clipi delimita el marge baix del rostre, amb el labre articulat al voltant del marge ventral del clipi. Els mandíbules suporten el labre, però no toca el clipi. El marge dorsal del clipi és sota els sòcols antenals. El clipi sovint està perfilat per solcs al llarg dels seus marges laterals i dorsals, i generalment té una forma rectangular o trapezoïdal.
El post-clipi és una estructura que ocuparia anàlogament la posició del nas dels vertebrats que se situa entre els ulls i eventualment part del front en el cap en les cigales.
En les aranyes el clipi és generalment l'àrea entre el marge anterior del prosoma i els ulls anteriors.